# Tuau Lapua Lapua
Tuau Lapua Lapua (ur. 15 kwietnia 1991 w Nanumaga, Tuvalu) – tuwalski sztangista startujący w kategorii do 62 kg, olimpijczyk, uczestnik Letnich Igrzysk Olimpijskich 2012 oraz chorąży reprezentacji Tuvalu.
W Londynie był jedynym reprezentantem Tuvalu w podnoszeniu ciężarów. Otrzymał dziką kartę, ponieważ jego wyniki oscylujące w granicach 240 kilogramów w dwuboju nie pozwoliłyby na awans do igrzysk.
Podczas igrzysk w Londynie, Lapua startował w kategorii do 62 kilogramów. Został przydzielony do grupy B, która wystartowała 30 lipca o godzinie 10:00 czasu lokalnego. Pierwszą próbę na 104 kilogramów miał udaną, następnie wyrwał sztangę ważącą 108 kilogramów, lecz ta sztuka nie udała mu się przy sztandze ważącej 111 kilogramów. W podrzucie wszystkie trzy próby na ciężarach 126, 131 i 135 kilogramów miał udane. Jego wynik w dwuboju (243 kilogramy), dał mu 12. miejsce.
W 2011 roku na Mistrzostwach Świata w podnoszeniu ciężarów Lapua zajął 35. miejsce (110 kg w rwaniu i 130 kg w podrzucie), wyprzedzając tylko reprezentanta Palau, Stevicka Patrisa (również startującego w Londynie).